# Dacryodes nervosa
Dacryodes nervosa är en tvåhjärtbladig växtart som först beskrevs av Herman Johannes Lam, och fick sitt nu gällande namn av Leenk.. Dacryodes nervosa ingår i släktet Dacryodes och familjen Burseraceae. Inga underarter finns listade i Catalogue of Life.